# Abū Ṣalābīḫ
Koordinaten: 32° 15′ 11,1″ N, 45° 3′ 15,5″ O
Abū Ṣalābīḫ (arabisch أبو صلابيخ Abū Salābīch) ist der moderne arabische Name eines archäologischen Fundortes im Gouvernement al-Qadisiya des heutigen Irak, dessen historischer Name bis heute nicht geklärt werden konnte. 
In Abū Ṣalābīḫ, unweit von Nippur, befinden sich mehrere kleine Tells, die durch eine urukzeitliche und eine dieser folgende sumerische Besiedlung entstanden. Der Ort verlor schon in der Mitte des 3. Jahrtausends v. Chr. seine Bedeutung, als der Euphrat, an welchem diese Siedlung lag, sein Bett veränderte und somit die Wasserversorgung des Ortes abgeschnitten wurde. Als bedeutend gilt der Ort heute vor allem wegen der dort gefundenen Tontafelarchive. Auf etlichen Rollsiegeln ist ein Löwenkopf abgebildet.
Erste Grabungen in Abū Ṣalābīḫ fanden in den 1960er Jahren durch das Oriental Institute der University of Chicago unter Leitung Donald P. Hansens statt. Dabei wurden rund 500 Tontafeln gefunden. Weitere Grabungen durch das British Institute for the Study of Iraq (damals British School of Archaeology in Iraq) unter Leitung von Nicholas Postgate begannen 1975 und fanden mit dem zweiten Golfkrieg ihr Ende. Die in Abū Ṣalābīḫ gefundenen Tontafeln wurden im Irakischen Nationalmuseum aufbewahrt und gingen bei dessen Plünderung verloren.